# Oreonectes platycephalus
Oreonectes platycephalus es una especie de peces de la familia Balitoridae en el orden de los Cypriniformes.

## Morfología
• Los machos pueden llegar alcanzar los 10 cm de longitud total.
- Número de  vértebras: 35-36.[2][3]

## Alimentación
Come organismos  bentónicos y detritus.

## Distribución geográfica
Se encuentran en Asia: la China (incluyendo Hong Kong) y el Vietnam.

## Hábitat
Es un pez de agua dulce y de clima tropical.